# Velika Slevica
Velika Slevica je naselje v Občini Velike Lašče.